# هاري هارلي
هاري هارلي هو سياسي كندي، ولد في 4 يونيو 1926 في كندا، وتوفي في 27 سبتمبر 2014 في أوكفيل في كندا. حزبياً، نشط في الحزب الليبرالي الكندي. وقد انتخب عضو مجلس العموم الكندي.